# The Adventures of Sebastian Cole
The Adventures of Sebastian Cole è film drammatico del 1998 diretto da Tod Williams.

## Trama
Nel giugno 1983, il giovane Sebastian Cole si unisce alla madre, al patrigno e alla sorella per la cena. Nel corso di essa, Hank, il patrigno di Sebastian, informa la famiglia che sta per sottoporsi ad un'operazione per cambiare sesso. Jessica, la sorella di Sebastian, parte immediatamente per la California e sua madre, Joan, lo riporta in Inghilterra.
Otto mesi dopo, Sebastian torna a New York e va a vivere a casa di Hank (ora Henrietta), il quale lo aiuta nei successivi mesi di scuola.

## Premi e candidature
- 1999 - Sundance Film Festival
  - Candidatura al Gran premio della giuria: U.S. Dramatic
- 2000 - Independent Spirit Awards
  - Candidatura al Miglior attore non protagonista a Clark Gregg
  - Candidatura alla Miglior sceneggiatura d'esordio a Tod Williams